# Frankenstadion Heilbronn
Le Frankenstadion est un stade de football et d'athlétisme situé à Heilbronn. Il a une capacité de 17 284 places, dont 972 assises et couvertes et 312 assises non couvertes. L'équipe de football FC Heilbronn y joue ses matchs à domicile.

## Histoire
La construction du Frankenstadion débute en 1985 sur l'emplacement du Städtischen Stadion, construit en 1920, détruit pendant la seconde guerre mondiale et reconstruit en 1954. Le stade est inauguré trois ans plus tard le 16 août 1988 lors d'un match amical entre une sélection locale et le VfB Stuttgart. Le VfB l'emporte 9 à 1 devant près de 8 000 spectateurs.

## Records d'affluence
Le record de spectateurs est de 15 000 et a été établi lors de deux rencontres :
- TSG Hoffenheim-VfB Stuttgart, au printemps 2007, match amical
- SG Sonnenhof Großaspach-VfB Stuttgart, en août 2009, match comptant pour la DFB-Pokalspiel

Du temps de l'ancien stade, deux rencontres se sont déroulées à guichets fermés. Les deux matchs de Regionalliga accueillirent près de 18 000 spectateurs et virent le VfR Heilbronn jouer contre les Kickers Offenbach (0:3, 1971) et le TSV 1860 München (2:1, 1973).

## SG Sonnenhof Großaspach
Le SG Sonnenhof Großaspach joue ses matchs de la saison 2009/2010 à domicile au Frankenstadion car son stade est actuellement en rénovation.